# Rajbiraj
Rajbiraj ist eine Stadt (Munizipalität) im Terai im südöstlichen Nepal. Sie ist Verwaltungssitz des Distriktes Saptari und war der Verwaltungssitz der Verwaltungszone Sagarmatha.
Die Stadt wurde in den 1950er Jahren mit einem regelmäßigen Straßenraster und einem zentralen Platz geplant. Sie verfügt über einen Flugplatz mit regelmäßigen Verbindungen nach Kathmandu.
Das Stadtgebiet von Rajbiraj umfasst 11,96 km².

## Einwohner
Bei der Volkszählung 2011 hatte die Stadt Rajbiraj 37.738 Einwohner (davon 19.684 männlich) in 7743 Haushalten.